# Adenoncos
 Adenoncos  Blume, 1825 es un género que tiene asignadas unas 18 especies aceptadas de orquídeas de hábito terrestre. Especies que se encuentran desde la península de Malasia hasta Papúa Nueva Guinea.

## Descripción
Este género se caracteriza por ser unas orquídeas pequeñas monopodiales epífitas que se encuentran en selvas húmedas.
Producen de una a pocas inflorescencias de flores pequeñas que pueden ser de amarillas a verdes. Las flores presentan un labelo prominente, amplio y cóncavo.

## Hábitat
Son orquídeas del Sureste asiático tropical en Malasia y Papúa Nueva Guinea.

## Taxonomía
El género fue descrito por  Blume y publicado en Bijdragen tot de flora van Nederlandsch Indië 6: t. 2. 1825.
Etimología
Adenoncos: nombre genérico que se refiere a las glándulas que posee en el callo, en la base del labelo.

## Especies de Adenoncos
- Adenoncos adenoncoides ( Ridl. ) Garay
- Adenoncos borneensis
- Adenoncos buruensis J.J.Sm.
- Adenoncos celebica
- Adenoncos elongata
- Adenoncos macranthus Schltr.
- Adenoncos major Ridl.
- Adenoncos nasonioides Schltr.
- Adenoncos papuana
- Adenoncos parviflora Ridl.
- Adenoncos quadrangularis Sulist.
- Adenoncos saccata J.J.Sm.
- Adenoncos suborbicularis Carr
- Adenoncos sumatrana J.J.Sm.
- Adenoncos triangularis Sulist.
- Adenoncos triloba
- Adenoncos uniflora
- Adenoncos vesiculosa
- Adenoncos virens
- Adenoncos vivax J.J.Sm.